# Pierre-Cédric Labrie
Pierre-Cédric Labrie, född 6 december 1986, är en kanadensisk professionell ishockeyspelare som spelar för Wichita Thunder i ECHL.
Han har tidigare spelat på NHL-nivå för Tampa Bay Lightning och på lägre nivåer för Tucson Roadrunners, Milwaukee Admirals, Rockford IceHogs, Syracuse Crunch, Norfolk Admirals, Preoria Rivermen och Manitoba Moose i AHL, och Baie-Comeau Drakkar och Québec Remparts i QMJHL.
Labrie blev aldrig draftad av något lag.
Under trade deadline, den 26 februari 2018, blev han tradad tillsammans med Trevor Murphy från Nashville Predators, där han spelade för Milwaukee Admirals, till Arizona Coyotes, i utbyte mot Tyler Gaudet och John Ramage.
Den 15 augusti 2018 skrev han på ett ettårskontrakt med ECHL-klubben Wichita Thunder.